# Berwick, Pennsylvania
Berwick là một thị trấn thuộc quận Columbia, tiểu bang Pennsylvania, Hoa Kỳ. Năm 2010, dân số của thị trấn này là 10477 người.